# Karl Friedrich Jaeger

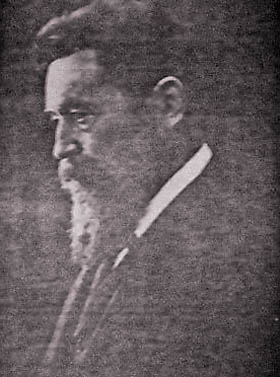
Karl Friedrich Jaeger um 1840

Karl Friedrich Jaeger (* 22. August 1794 in Cannstatt; † 28. November 1842 in Münchingen) war Pfarrer in Bürg am Kocher und außerdem Verfasser zahlreicher in der ersten Hälfte des 19. Jahrhunderts erschienenen Werke zur schwäbischen und fränkischen Heimatgeschichte.

## Leben
Karl Friedrich war das vierte Kind von Philipp Friedrich Jäger (1751–1823), Pfarrer in Cannstatt und später in Waiblingen, und dessen Frau Christiane Friederike (geb. Stand). Er wuchs in Waiblingen auf und besuchte dort die Lateinschule. Mit 14 Jahren ging er im Herbst 1808 in das niedere Seminar zu Denkendorf, 1810 in das zu Maulbronn, schließlich 1812 nach Tübingen, wo er intensive historische Studien betrieb und 1814 seinen Magistertitel erwarb. 1817 wurde er Vikar in Kornwestheim bei Pfarrer Stang, danach war er Stadtpfarrverweser in Oberndorf am Neckar.
1820 kam er auf Berufung durch die herrschaftliche Familie von Gemmingen als Pfarrherr nach Bürg. Hier heiratete er im Januar 1821 seine Frau Ulrike Wilhelmine (1795–1881), die Tochter des Kornwestheimer Pfarrers Stang. Sie hatten zwei Töchter und vier Söhne, darunter den späteren Naturforscher Gustav Eberhard Jäger (1832–1917) und den späteren Pädagogen und Turnschriftsteller Otto Jäger (1828–1912). Die achtköpfige Familie nahm im Lauf der Zeit in Bürg noch Jaegers Schwiegermutter sowie zwei Tanten und einen aus der amerikanischen Emigration zurückgekehrten kranken Vetter bei sich im Pfarrhaus in Bürg auf, die allesamt dort verstarben und auch in Bürg begraben sind.

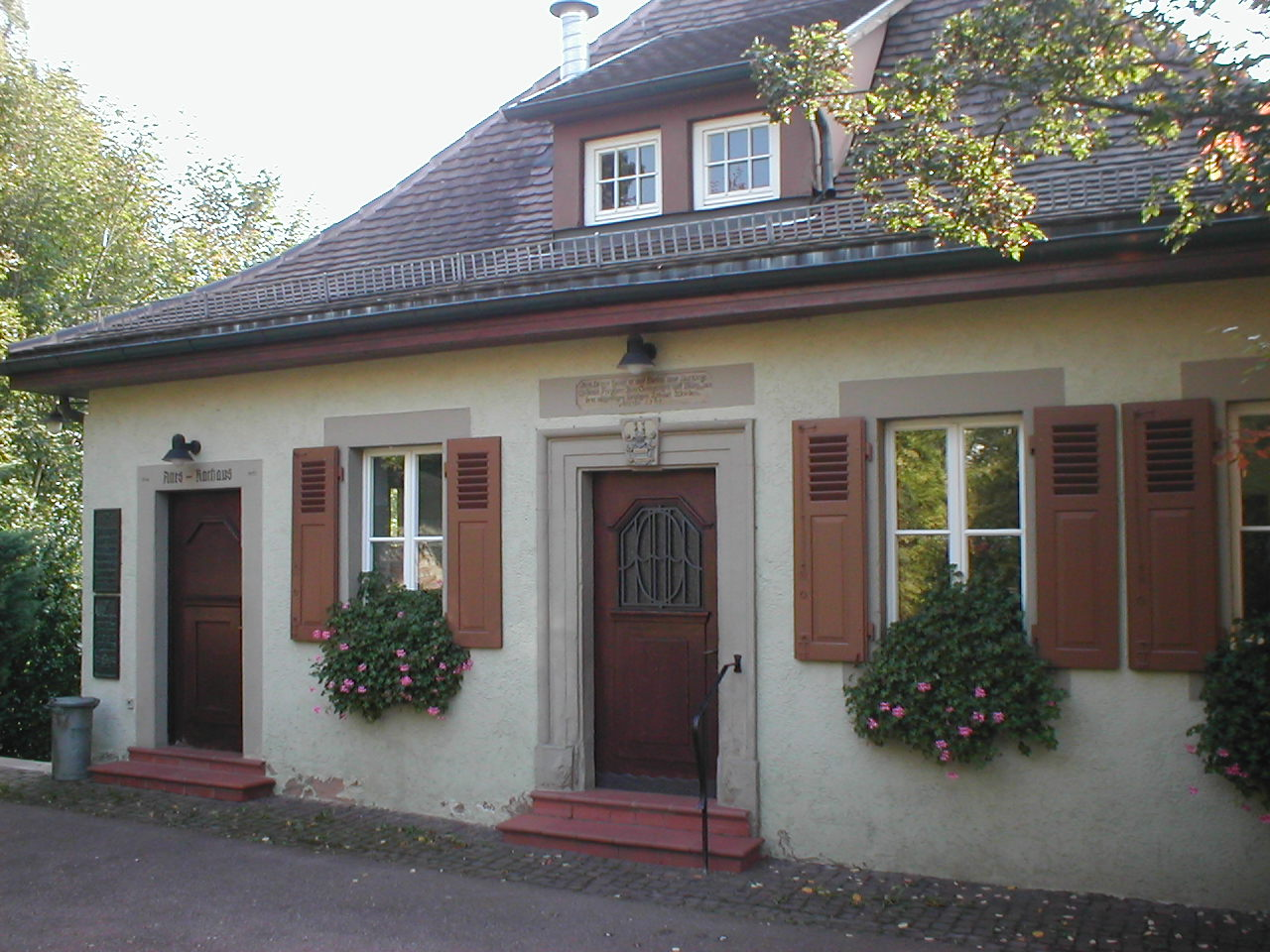
Pfarrhaus in Bürg, hier lebte Jaeger 1820 bis 1841

Die beschauliche Gemeindearbeit in der kleinen, etwa 300 Seelen umfassenden Gemeinde Bürg ließ Jaeger viel Zeit für heimatkundliche Studien, insbesondere in der Bibliothek des Bruders seines Dienstherren, Freiherr Ludwig Eberhard von Gemmingen auf Schloss Presteneck im benachbarten Stein am Kocher. Wanderungen führten Jaeger durch das Neckartal und den Odenwald. Jaeger wird in der Autobiographie seines jüngsten Sohnes von 1907 als gewaltiger Fußgänger beschrieben, der nicht nur den vierstündigen Marsch von Bürg nach Heilbronn mehrmals die Woche zurücklegte, sondern den auch Wanderungen durch das gesamte Neckartal und den Odenwald bis hin in die Schweiz führten.
In Bürg arbeitete Jaeger über 20 Jahre, dort entstanden seine literarischen Werke zur Stadtgeschichte von Heilbronn, Augsburg und Ulm sowie zu den Fuggern. Jaeger stand in lebhaftem Kontakt mit dem Vorstand der Landesbibliothek in Stuttgart, Prof. Haidt, und eine von Jaegers Töchtern ging dem Vater als Privatsekretärin in der Dachkammer, die er als Arbeitsstube hatte, zur Hand. Zumindest sein 1828 erschienenes Werk zur Geschichte der Stadt Heilbronn bildete – wenngleich auch fehlerbehaftet – die Grundlage weiterer Veröffentlichungen bis ins 20. Jahrhundert. Das Werk wurde von der J. D. Claßschen Buchhandlung in Heilbronn verlegt und in vier Lieferungen ausgeliefert. Sein Werk zur schwäbischen Reformationsgeschichte enthält die erste umfassende Darstellung des Wirkens des Heilbronner Reformators Johann Lachmann.
Er war Doktor der Philosophie und Mitglied der Deutschen Gesellschaft für Erforschung der vaterländischen Sprache und Alterthümer in Leipzig und der Gesellschaft für Beförderung der Geschichtskunde in Freiburg im Breisgau.
Im Frühjahr 1841 wurde in Münchingen ein redegewandter Pfarrer gesucht, der die Abwanderung der Gemeinde ins benachbarte Korntal aufzuhalten vermochte. Jaeger übersiedelte mitsamt Familie nach Münchingen und trat die Pfarrstelle in der 1500-Seelen-Gemeinde an. Nach dem Tod seiner Schwester nahm er auch noch deren zwei Töchter bei sich auf. Jaeger verstarb unerwartet am 28. November 1842.

## Würdigung
In Heilbronn ist heute die Karl-Jäger-Straße nach ihm benannt.

## Werke von Karl Friedrich Jaeger
- Handbuch für Reisende in den Neckargegenden (1824)
- Die Burg Weinsberg (1825)
- Mitteilungen zur schwäbischen und fränkischen Reformationsgeschichte (1828)
- Geschichte der Stadt Heilbronn (1828)
- Ulm im Mittelalter (1831)
- Geschichte der Stadt Augsburg (1837)
- Geschichte des Hauses Fugger
- J. C. v. Pfister's Geschichte der Verfassung des württembergischen Hauses und Landes (1838)